# 欽淑皇后
海迷失后（？—1252年），斡兀立氏，名海迷失，元定宗贵由的第三皇后。

## 生平
出生年份没有记载。一說為斡亦剌惕部首領忽都合别乞之女。1248年4月，贵由去世，海迷失后抱窝阔台的孙子失烈门（阔出之子）临朝称制，1251年7月1日宗王们举行忽里勒台大会，拥戴拖雷的儿子蒙哥登基即位，海迷失后被拘禁起来。元宪宗蒙哥即位後，海迷失后暗中策动窝阔台系的宗王，并且施巫术暗害蒙哥。1252年夏，由於此事败露，海迷失后被蒙哥下令投入河中溺死。
至元三年（1266年）十月，太庙建成，制尊谥庙号，元世祖忽必烈为海迷失上谥号为钦淑皇后。 
法王路易九世曾遣使聯絡海迷失后，傲慢要求夾攻穆斯林，海迷失后卻傲慢地要求法國臣服於蒙古，路易九世不予理會。

## 影視形象

### 電視劇
- 2013年由中國中央電視台製作，同年播出中國電視劇《建元風雲》，吳天瑜飾

## 纪年
根据《元史·定宗本紀》整理。
钦淑皇后称制时间为1249年至1251年农历六月，共三年。
| 元钦淑皇后（称制） | 元年   | 二年   | 三年   |
| ------------------ | ------ | ------ | ------ |
| 公元               | 1249年 | 1250年 | 1251年 |
| 干支               | 己酉   | 庚戌   | 辛亥   |

## 延伸阅读
[在维基数据编辑]
 《元史·卷114》，出自宋濂《元史》
 《新元史/卷104》，出自柯劭忞《新元史》